# Maria Zych
Maria Zych – polska farmaceutka, doktor habilitowany nauk medycznych i nauk o zdrowiu, adiunkt na Śląskim Uniwersytecie Medycznym w Katowicach.

## Kariera naukowa
W 1994 roku na Wydziale Nauk Farmaceutycznych Śląskiego Uniwersytetu Medycznego w Sosnowcu uzyskała tytuł magistra farmacji. W tym samym roku została zatrudniona na tejże uczelni, a w 2001 roku na tym samym wydziale uzyskała stopień doktora nauk farmaceutycznych na podstawie rozprawy pt. Białka ścian komórkowych glonów z rzędu Chlorococcales ze szczególnym uwzględnieniem ubikwityny, której promotorem był Jan Burczyk. W 2020 roku ta sama uczelnia nadała jej stopień doktora habilitowanego nauk medycznych i nauk o zdrowiu na podstawie pracy pt. Wpływ kwasu synapinowego i kwasu rozmarynowego na zaburzenia metaboliczne oraz parametry stresu oksydacyjnego u szczurów z niedoborem estrogenów.